# 邢临高速公路
邢台-临清高速公路（简称邢临高速，原冀高速编号S009，现编为G2516的一部分），是位于河北省的一条连接邢台市及山东省临清市的高速公路，全长104.64公里，设计双向四车道，设计行车速度100公里/小时。全线位于邢台市辖区内，大致位于邢台市区东面，途经邢台县、南和县、平乡县、广宗县、威县、临西县。
邢临高速始于邢台市邢台县南市屯，连接 京港澳高速、 东吕高速及城区道路，止于临西县东枣园乡冀鲁主线收费站（冀鲁界），连接鲁高速 高武高速，途中与 大广高速设互通立交。
邢临高速为河北省“十五”期间重点公路建设项目，于2003年7月28日开工建设，2005年12月21日建成通车，概算总投资27.2亿元。